# Orthomegas fragosoi
Orthomegas fragosoi är en skalbaggsart som först beskrevs av Bleuzen 1993. Orthomegas fragosoi ingår i släktet Orthomegas och familjen långhorningar.
Artens utbredningsområde är:
- Costa Rica.
- Panama.

Inga underarter finns listade i Catalogue of Life.